# Cap d'Avemaria
El Cap d'Avemaria és una muntanya de 1.489 metres que es troba al municipi de les Valls de Valira, a la comarca de l'Alt Urgell.